# Зуево-2
Зуево-2 — деревня в Краснопрудской волости Псковского района Псковской области России.
Расположена в 5 км к юго-востоку от волостного центра Кирово и в 40 км к югу от города Пскова.
Численность населения деревни по состоянию на 2000 год составляла 1 житель.